# Masako Nozawa
Masako Nozawa (野沢 雅子?, Nozawa Masako; Tokyo, 25 ottobre 1936) è una doppiatrice, attrice e fumettista giapponese.
Ha debuttato come attrice all'età di due anni e nel corso della sua lunga carriera, ha interpretato principalmente ruoli maschili, che le hanno fatto ricevere il soprannome "l'eterno ragazzo", anche se con l'avanzare dell'età, ha iniziato a dare la voce anche a donne anziane. 
I suoi ruoli più famosi sono Son Goku, Son Gohan, Son Goten, Turles e Bardack in Dragon Ball, Tetsuro Hoshino in Galaxy Express 999, Kitaro in GeGeGe no Kitaro, Gamba in Le avventure di Gamba, Carletto in Carletto il principe dei mostri e Wukong in League of Legends.
È entrata nel Guinness dei primati per la più lunga carriera di doppiatrice nei videogiochi. Nel 2023 è stata insignita del Kikuchi Kan Prize per il suo contributo alla cultura giapponese tramite la sua attività "pionieristica di doppiatore giapponese" che l'ha fatta "amare da una generazione dopo l'altra".
È la vedova di Masaaki Tsukada, anch'egli un doppiatore.

## Doppiaggio
- Son Goku in Dragon Ball, Dragon Ball Z, Dragon Ball GT, Dragon Ball Kai, Dragon Ball Super, Dragon Ball Daima e nei film
- Son Gohan e Son Goten in Dragon Ball Z, Dragon Ball GT, Dragon Ball Kai, Dragon Ball Super e nei film
- Bardack in Dragon Ball Z e Dragon Ball Kai
- Turles in Dragon Ball Z: La grande battaglia per il destino del mondo e Dragon Ball: Piano per lo sterminio dei Super Saiyan
- Goku Jr. e Gogeta in Dragon Ball GT
- Vegeth e Gotenks in Dragon Ball Z e Dragon Ball Super
- Gohan ragazzo e Gohan bambino in Dragon Ball Z - La storia di Trunks
- Black Goku in Dragon Ball Super
- Tetsuro Hoshino in Galaxy Express 999
- Sanpei Nihira in Sampei
- Kitaro in Gegege no Kitaro
- Gamba in Le avventure di Gamba
- Carletto in Carletto il principe dei mostri
- Wukong in League of Legends
- Danton in Il Tulipano Nero - La Stella della Senna
- Guilmon in Digimon Tamers
- Gallantmon in Digimon Savers
- Sanae Yukishiro in Pretty Cure, Pretty Cure Max Heart, Pretty Cure Max Heart - The Movie e Pretty Cure Max Heart 2 - Amici per sempre
- Round in Pretty Cure Max Heart - The Movie
- Muta in Pretty Cure Max Heart 2 - Amici per sempre
- Mostro degli incubi in Eiga Pretty Cure All Stars New Stage 3 - Eien no tomodachi
- Kureha in One Piece
- Doraemon in Doraemon (1973)
- Masako Nozawa (sé stessa) in Sore ga seiyū!
- Rigrit Bers Caurau in Overlord
- Baba-Chan in Kilari
- Indovina in Weathering With You (2019)
- Narratrice in Digimon Adventure: (2020)
- Obaba Tamura in Ping Pong The Animation (2014)
- Senma in Detective Conan